# 俄罗斯海军第810步兵旅
以苏联建国60周年命名的第810独立近卫朱可夫海军步兵旅（縮寫：810 гв. обрмп）是俄罗斯海军步兵的一支旅级单位。该旅属于黑海舰队岸防部队，总部位于塞瓦斯托波尔。

## 历史

### 苏联时期
1966年4月30日，苏联组建黑海舰队第309独立海军步兵营，成为当时黑海舰队唯一的海军步兵单位。1967年12月15日扩编为第810独立海军步兵团。1979年11月20日重组为第810独立海军步兵旅。
1990年，在巴库发生黑色一月大屠殺后，该营派出525人前往当地执行戒严。于1月26日代替里海区舰队水手控制检查站和守卫政府大楼及军事设施，于4月初返回塞瓦斯托波尔。在1991年八一九事件中，该旅派出全副武装的500人前往贝尔贝克空军基地，以防戈尔巴乔夫从福羅斯的软禁中被解救出来。
苏联解体后，1992年2月22日，该旅下的第880营宣誓效忠乌克兰后遭到解散，宣誓效忠的人员后来组建了乌克兰海军步兵的第一个营：第1独立海军步兵营。

### 俄罗斯时期
1998年4月30日重组缩编为第264独立海军步兵团。应退伍军人的要求，于1999年2月1日重新恢复为第810旅。该旅1个登陆侦察连参加了第二次车臣战争，8人阵亡，217人获得勋章，包括1人获得俄罗斯联邦英雄。自2015年起，开始在叙利亚参加行动。2015年11月24日土耳其击落俄战斗机后，该旅派出搜救大队，乘两架直升机搜救，1人在行动中丧失。2018年获得近卫荣誉称号。
在2022年俄羅斯入侵烏克蘭开始后，该旅的小量預备役人员拒绝参战。2022年2月24日参加马里乌波尔围城战。3月4日，副旅长阿列克谢·伯恩加德因沃尔诺瓦哈战役中表现被授予俄罗斯联邦英雄荣誉。3月22日，旅长阿列克谢·谢洛夫上校阵亡。
之後在2024年8月庫爾斯克州入侵時，從乌克兰南部調往蘇賈支援防禦。但抵達時蘇賈城已經被烏軍拿下大部；只能在鎮郊與烏軍對峙。
17日第1營轄下連長安德烈·特卡乔夫，透過影片證實自己已被烏軍225營俘虜。希望俄國總統弗拉基米尔·普京能同意交換戰俘；讓自己回去。

## 外部鏈接
- Michael Holm, 810th independent Naval Infantry Brigade [810-я отдельная бригада морской пехоты], https://www.ww2.dk/new/navy/810obrmp.htm （页面存档备份，存于）.
- Timoshenko, A. I.  (PDF). Sovetsky Morpekh. 2017a, (1): 7–14  [2022-10-04]. （原始内容存档 (PDF)于2022-11-08） （俄语）.
- Timoshenko, A. I.  (PDF). Sovetsky Morpekh. 2017b, (2): 60–67  [2022-10-04]. （原始内容存档 (PDF)于2022-11-08） （俄语）.
- Timoshenko, A. I.  (PDF). Sovetsky Morpekh. 2017c, (4): 28–34  [2022-10-04]. （原始内容存档 (PDF)于2022-11-08） （俄语）.